# Marie-Anne Calame
Marie-Anne Calame (Le Locle, 5 mei 1775 - aldaar, 22 oktober 1834) was een Zwitserse kunstenares.

## Biografie
Marie-Anne Calame was een dochter van Jean-Jacques-Henri, een metaalgraveerder, die ook gouverneur van Le Locle en burgemeester van Valangin was, en van Marie-Anne Houriet. Ze liep school aan de lokale gemeenteschool en kreeg ook les in familiale kring. Ze was een emailkunstenares en portretschilderes en was ook actief als tekenlerares. Onder meer kunstschilder Louis-Aimé Grosclaude was een van haar leerlingen. In 1815 richtte ze met enkele vrienden het Institut des Billodes op, een onderwijsinstelling, weeshuis en professionele werkplaats voor arme jonge meisjes die in 1820 ook werd opengesteld voor behoeftige jongens.